# Franjo Klopotan
Franjo Klopotan (Presečno, 16. rujna 1938. − Novi Marof, 6. listopada 2019.) hrvatski naivni slikar, grafičar i crtač.

## Životopis
Franjo Klopotan rođen je u Presečnom u blizini Novog Marofa. U Varaždinu je1957. godine izučio za fotografa u školi učenika u privredi, a 1959. godine za bolničara. Radio je kao bolničar u Novom Marofu i Zagrebu. Od 1965. do 1970. godine živio je u Hamburgu gdje je izučio i radio kao retušer dubokoga tiska. Godine 1970. vraća se u Presečno.
Slika uglavnom u ulju, najprije u stilu hlebinske slikarske škole, potom razvija vlastitu ikonografiju, bestijarij i antropomorfnu floru. Uvodi elemente nadrealizma i pučke fantastike. Od osamdesetih godina stvara djela složenije simbolike, često s humornom konotacijom. Devedesetih godina slika pejzaže fantazmagoričnih svjetova, djela s elementima političke satire te religijske tematike.
Samostalno je izlagao u Zagrebu, Dubrovniku, Hamburgu, Kölnu, Düsseldorfu, Varaždinu, Milanu, Beču, Splitu, Crikvenici, Münchenu, Velikoj Gorici, Čakovcu, Mariboru, Zaboku i Zaprešiću. Godine 1992. Hrvatska pošta izdala je poštansku marku s njegovim djelom Moj zavičaj. Jedan je od osnivača Društva naivnih likovnih umjetnika Hrvatske, te član Hrvatskog društva likovnih umjetnika.

## Vanjske poveznice
Mrežna mjesta
- Franjo Klopotan  Arhivirana inačica izvorne stranice od 7. srpnja 2017. (Wayback Machine), službeno mrežno mjesto
- Josip Škunca, Fantazmagorije  Arhivirana inačica izvorne stranice od 1. prosinca 2017. (Wayback Machine) (1982.)
- Razgovor s Franjom Klopotanom (2014.)
- Iva Körbler, Fantazmagorični svjetovi Franje Klopotana  Arhivirana inačica izvorne stranice od 6. rujna 2017. (Wayback Machine) (2017.)
- Ante Vranković: Nenadmašni poeta fantazmagoričnog u našoj naivi (2017.)